# Erich Haenel von Cronenthal
Ferdinand Erich Haenel von Cronenthal (* 22. April 1856 in Ostrowo (Provinz Posen); † 6. Juli 1906 in Eberswalde) war ein deutscher Verwaltungsjurist.

## Leben
Erich Haenel von Cronenthal studierte an der Eberhard Karls Universität Tübingen Rechtswissenschaft. 1877 wurde er Mitglied des Corps Suevia Tübingen. Nach dem Studium trat er in den preußischen Staatsdienst ein. 1884 legte er das Regierungsassessor-Examen bei der Regierung in Erfurt ab. Von 1888 bis zu seinem Tod 1906 war er Landrat des Landkreises Sorau (Lausitz).